# Clueless
Clueless is een Amerikaanse film uit 1995 onder regie van Amy Heckerling. Later is er op basis van deze film ook een gelijknamige serie gemaakt. Het verhaal is gebaseerd op Emma van Jane Austen.

## Verhaal
Cher Horowitz heeft het allemaal: ze is de populairste en meeste modebewuste meid van school, woont in een rijk gezin, heeft veel vrienden en staat bijna voor elk vak een tien op haar rapport. Als er een nieuw meisje op school komt, Tai, grijpt ze haar kans. Cher heeft het verwijt gekregen alleen aan zichzelf te denken en besluit daarom Tai te helpen, door haar populair te maken.
Maar alles loopt uit de hand wanneer Tai populairder wordt dan Cher. Als Chers stiefbroer Josh ook nog eens opduikt ontstaat een verwikkeling.

## Rolverdeling
| Acteur             | Personage             |
| ------------------ | --------------------- |
| Alicia Silverstone | Cher Horowitz         |
| Stacey Dash        | Dionne Davenport      |
| Brittany Murphy    | Tai Frasier           |
| Paul Rudd          | Josh Lucas            |
| Dan Hedaya         | Melvin "Mel" Horowitz |
| Elisa Donovan      | Amber Mariens         |
| Justin Walker      | Christian Stovitz     |
| Wallace Shawn      | Mr. Wendell Hall      |
| Twink Caplan       | Ms. Toby Geist        |
| Julie Brown        | coach Millie Stoeger  |
| Donald Faison      | Murray Duvall         |
| Breckin Meyer      | Travis Birkenstock    |
| Jeremy Sisto       | Elton Tiscia          |
| Nicole Bilderback  | Summer Han            |
| Sean Holland       | Lawrence              |